# モブルド・ミラリエフ
モブルド・ミラリエフ（Mövlud Mirəliyev 、1974年2月27日- ）は、アゼルバイジャンの柔道選手。ウズベキスタンのカシュカダリヤ州出身 階級は100kg級。身長183cm。

## 人物
2003年の世界選手権無差別では準決勝でエストニアのインドレク・ペルテルソンに指導2で敗れたものの、100kg級の選手ながら3位となった。翌年のアテネオリンピック100kg級では2回戦で敗れたが、敗者復活戦で井上康生を大内返で破ったものの、その後の3位決定戦で敗れて5位に終わった。2008年の北京オリンピックでは準決勝でモンゴルのナイダン・ツブシンバヤルに有効で敗れたものの、3位決定戦には勝って銅メダルを獲得した。

## 主な戦績
- 1997年 - ロシア国際　2位(95kg級)
- 2002年 - ロシア国際　3位
- 2003年 - 世界選手権　無差別　3位
- 2004年 - グルジア国際　優勝
- 2004年 - アテネオリンピック　5位
- 2007年 - ロシア国際　3位
- 2007年 - 世界選手権　無差別　7位
- 2007年 - アゼルバイジャン国際　2位
- 2008年 - グルジア国際　3位
- 2008年 - 北京オリンピック　3位